# Bonneville (Haute-Savoie)
Pour les articles homonymes, voir Bonneville.
Bonneville est une commune française, située dans le département de la Haute-Savoie, dont elle est l'une des trois sous-préfectures, en région Auvergne-Rhône-Alpes. Elle fait partie de l'agglomération transfrontalière du Grand Genève.

## Géographie

### Localisation
La commune est située dans le Faucigny, au confluent de l'Arve et du Borne, et aux pieds du Môle et de la Pointe d'Andey. Bonneville est située au cœur de la vallée de l'Arve.

### Communes limitrophes
Les communes limitrophes sont  Arenthon, Ayse, Brizon, Contamine-sur-Arve, Faucigny, Glières-Val-de-Borne, Mont-Saxonnex, Saint-Jean-de-Tholome, Saint-Pierre-en-Faucigny et Vougy.
| Contamine-sur-Arve, Faucigny, Arenthon | Saint-Jean-de-Tholome | Ayze          |
| Saint-Pierre-en-Faucigny               | Bonneville            | Vougy         |
| Glières-Val-de-Borne                   | Brizon                | Mont-Saxonnex |

### Géologie et relief, hydrographie
La superficie de la commune est de 2 715 hectares ; son altitude varie entre 428 et 1 877 mètres.

### Climat
Le climat y est de type montagnard en raison de la présence du Massif alpin.
| Ville             | Ensoleillement | Pluie     | Neige   | Orage   | Brouillard |
| ----------------- | -------------- | --------- | ------- | ------- | ---------- |
| Paris             | 1 797 h/an     | 642 mm/an | 15 j/an | 19 j/an | 13 j/an    |
| Nice              | 2 694 h/an     | 767 mm/an | 1 j/an  | 31 j/an | 1 j/an     |
| Strasbourg        | 1 637 h/an     | 610 mm/an | 30 j/an | 29 j/an | 65 j/an    |
| Bonneville        | … h/an         | … mm/an   | … j/an  | … j/an  | … j/an     |
| Moyenne nationale | 1 973 h/an     | 770 mm/an | 14 j/an | 22 j/an | 40 j/an    |

Voici un aperçu dans le tableau ci-dessous pour l'année 2012 :
| Mois                                   | J | F | M | A  | M  | J  | J  | A  | S  | O  | N | D | Année |
| -------------------------------------- | - | - | - | -- | -- | -- | -- | -- | -- | -- | - | - | ----- |
| Températures (sous abri, normales) °C  | 2 | 4 | 8 | 13 | 17 | 20 | 22 | 21 | 18 | 14 | 9 | 3 | 12.5  |
| Précipitations (hauteur moyenne en mm) | … | … | … | …  | …  | …  | …  | …  | …  | …  | … | … | …     |
| Source : Météo France et Météociel     |   |   |   |    |    |    |    |    |    |    |   |   |       |

## Urbanisme

### Typologie
Au 1er janvier 2024, Bonneville est catégorisée centre urbain intermédiaire, selon la nouvelle grille communale de densité à sept niveaux définie par l'Insee en 2022.
Elle appartient à l'unité urbaine de Cluses, une agglomération intra-départementale regroupant 18  communes, dont elle est ville-centre,,. Par ailleurs la commune fait partie de l'aire d'attraction de Genève - Annemasse (partie française), dont elle est une commune de la couronne,. Cette aire, qui regroupe 158 communes, est catégorisée dans les aires de 700 000 habitants ou plus (hors Paris),.

### Occupation des sols
L'occupation des sols de la commune, telle qu'elle ressort de la base de données européenne d’occupation biophysique des sols Corine Land Cover (CLC), est marquée par l'importance des forêts et milieux semi-naturels (50 % en 2018), une proportion sensiblement équivalente à celle de 1990 (50,5 %). La répartition détaillée en 2018 est la suivante : 
forêts (44,6 %), zones agricoles hétérogènes (17,1 %), zones urbanisées (14,3 %), zones industrielles ou commerciales et réseaux de communication (6,9 %), terres arables (5,3 %), prairies (4,8 %), milieux à végétation arbustive et/ou herbacée (3,4 %), espaces ouverts, sans ou avec peu de végétation (2 %), eaux continentales (1,1 %), zones humides intérieures (0,4 %).
L'IGN met par ailleurs à disposition un outil en ligne permettant de comparer l’évolution dans le temps de l’occupation des sols de la commune (ou de territoires à des échelles différentes). Plusieurs époques sont accessibles sous forme de cartes ou photos aériennes : la carte de Cassini (XVIIIe siècle), la carte d'état-major (1820-1866) et la période actuelle (1950 à aujourd'hui).

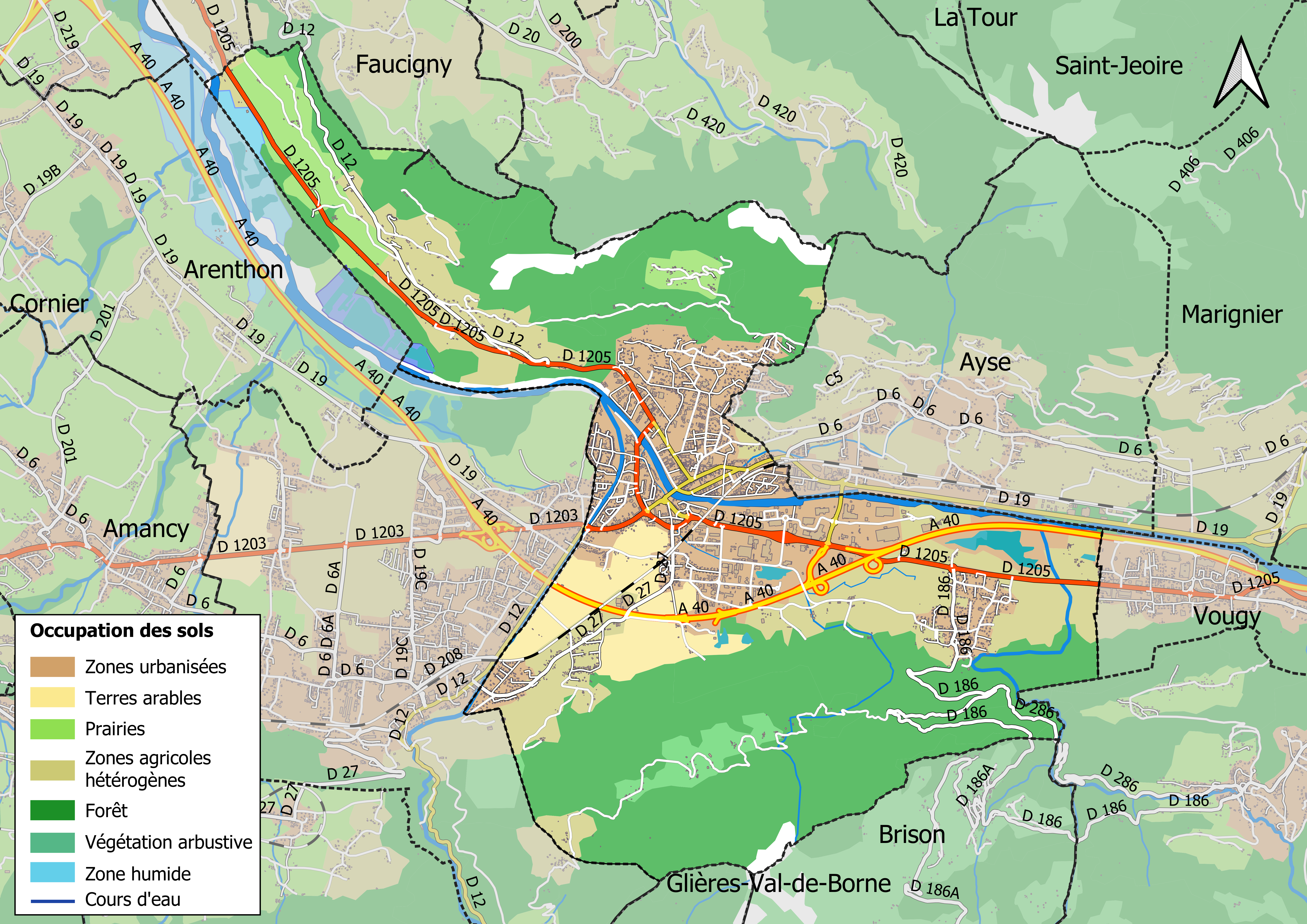
Carte des infrastructures et de l'occupation des sols en 2018 (CLC) de la commune.
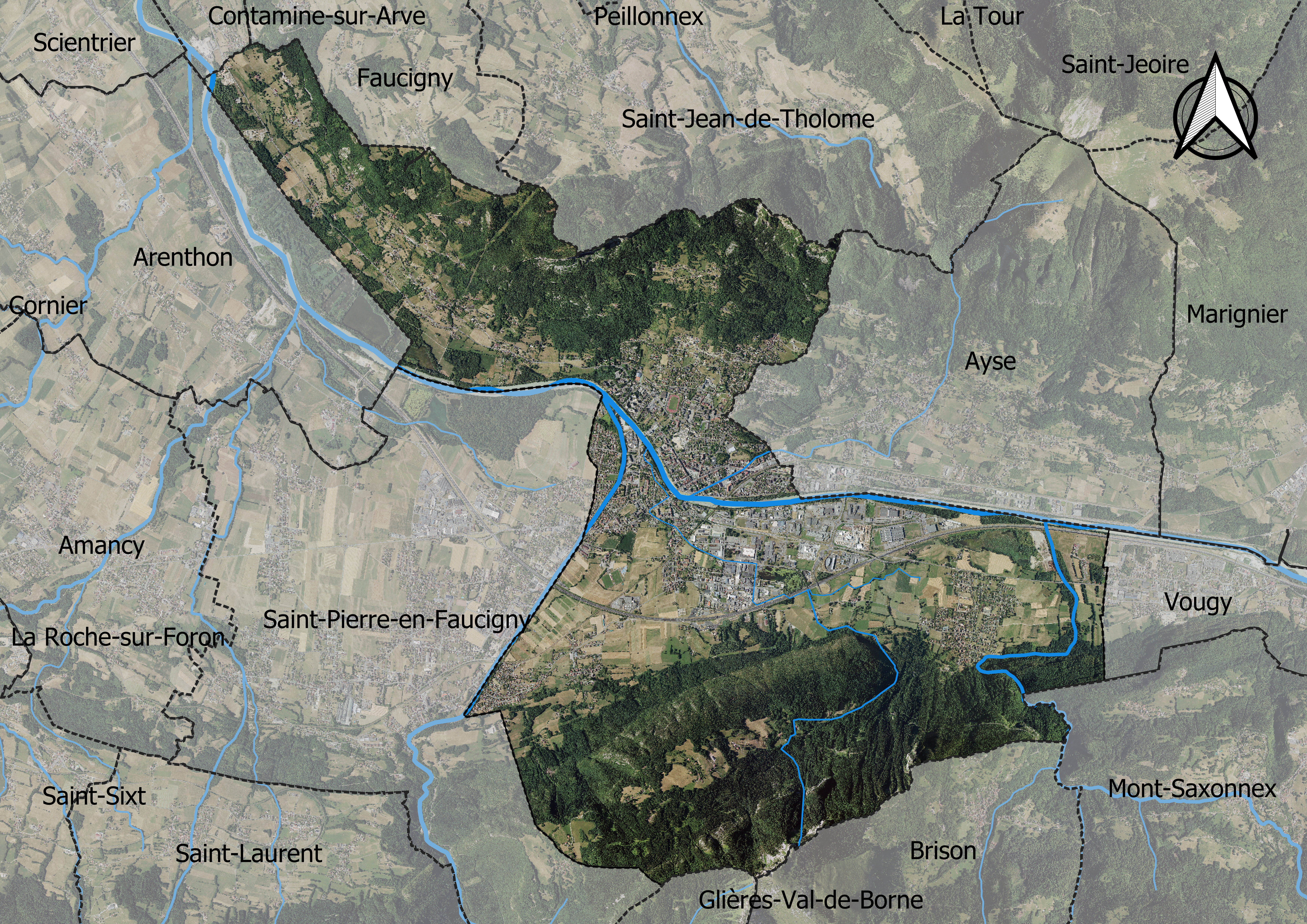
Carte orthophotogrammétrique de la commune.

### Logement
En 2009, le nombre total de logements dans la commune était de 5 235, alors qu'il était de 4 183 en 1999.
Parmi ces logements, 89,7 % étaient des résidences principales, 2,9 % des résidences secondaires et 7,4 % des logements vacants. Ces logements étaient pour 38,5 % d'entre eux des maisons individuelles et pour 60,5 % des appartements.
La proportion des résidences principales, propriétés de leurs occupants était de 45,7 %, en légère hausse par rapport à 1999 (43,2 %). La part de logements HLM loués vides (logements sociaux) était en baisse : 21,7 % contre 26,6 % en 1999.

### Projets d'aménagements
En 2012, la mairie prévoyait l'ouverture d'une piscine intercommunale en janvier 2013 :
- réaménagement complet de la place de l'Hôtel-de-Ville (début en juin 2012 pour une durée estimée de 15 mois),
- restructuration des rues du centre-ville,
- pistes cyclables,
- crématorium,
- extension et rénovation de l'école de Pontchy dont les travaux ont débuté en juin 2012,
- requalification du site de l'hôpital,
- doublement du pont de Borne avec le lancement des travaux à l'automne 2012,
- pôle multimodal à la gare ferroviaire.
- en cours de construction ecoquartier des sires du Faucigny, ensemble composé de logements, commerces (magasin fresh biofrais), complexe cinéma 3 salles avec brasserie.

### Voies de communication et transports

#### Voies routières
- A40 (Sortie 16 - Bonneville Ouest / Sortie 17 - Bonneville Est)
- D 1203 (Annecy - La Roche-sur-Foron - Bonneville)
- D  1205 (Annemasse - Contamine-sur-Arve - Bonneville - Cluses - Sallanches - Les Houches - Italie (par Tunnel du Mont-Blanc))

#### Pistes cyclables
Une piste cyclable relie Bonneville à Marignier, côté amont de l'Arve et doit rallier Cluses par les bords d'Arve. Côté aval, Bonneville rejoint Nangy, le long de l'Arve. Un nouveau tronçon existe le long des quais du parquet depuis novembre 2011 et un autre a été inauguré en 2018 le long du Boulevard des Allobroges, puis du quai du parquet pour aller du centre-ville au centre nautique Guy Châtel.
Depuis août 2019, une structure " L'échappée " permet la location de vélos classiques ou électriques à la semaine ou au mois.

#### Transport ferroviaire
La gare de Bonneville, fait à présent partie du Pôle d'échange multimodal, comprenant une gare routière pour les bus, une consigne à vélo et deux bornes de charge pour les voitures électriques. Ce pôle est situé sur la ligne de La Roche-sur-Foron à Saint-Gervais-les-Bains-Le Fayet, est desservie par des trains SNCF TER Rhône-Alpes, et depuis décembre 2019 par le Léman Express, le plus grand réseau ferroviaire transfrontalier.

#### Transports en commun
Le réseau Proxim'iTi dessert la commune avec de nombreuses lignes régulières, mais aussi du transport à la demande. Les lignes Cars Région Haute-Savoie sont également présentes dans la commune.

#### Stationnement
1 800 places sont disponibles, toutes situées en zone bleue ou payantes (sur le seul parking de l'hôtel de ville). De nouveaux parkings sont disponibles dans les cours de récréation des anciennes écoles du centre-ville. Un parking relais P+R est aussi disponible en périphérie.

## Toponymie
Du francoprovencal bôna + vèla, « bon village ». En francoprovençal, le nom de la commune s'écrit Bonavèla (graphie de Conflans) ou Bônavela (ORB).

## Histoire
Le comte Pierre II de Savoie décide dans la première moitié du XIIIe siècle de construire une fortification sur la colline, Burgum castri. En 1262, il fait construire la ville neuve de Tucinge ou Toisinge.
Sa fille Béatrice de Faucigny (1234-1310) en fait sa résidence et dote en 1262 le bourg adjacent de franchises et de privilèges. En 1283, elle donne à la ville neuve le nom de Bonneville, Bona Villa. Le 12 janvier 1289, elle lui attribue une charte de franchises. En 1296, elle devient le siège d'une châtellenie et devient progressivement la capitale administrative de la baronnie du Faucigny en 1310, remplaçant la cité de Cluses. Ce changement politique et stratégique entraînera un conflit entre les deux cités, notamment avec une attaque de Cluses en 1355.
En 1401, le bourg de Bonneville est presque entièrement détruit par une inondation extraordinaire de l'Arve, ne subsiste alors que quelques maisons. La ville médiévale est frappée par de violents incendies en 1442, en 1618, le 17 juillet 1737, ainsi qu'en 1797, où l'incendie épargne le château. Les deux tours subsistantes du château sont réédifiées en pierre et le château est transformée en prison au XVIIIe siècle. Sous la Révolution française, la commune s'appelait Mont-Molez ou Mont-Mole. Entre 1798 et 1813, elle était située dans le département du Léman.
Le 27 juin 1815, Bonneville est le cadre d'une bataille entre les armées françaises et autrichiennes (lors des Cents-Jours).
Lors des débats sur l'avenir du duché de Savoie, en 1860, la population est sensible à l'idée d'une union de la partie nord du duché à la Suisse. Une pétition circule dans cette partie du pays (Chablais, Faucigny, Nord du Genevois) et réunit plus de 13 600 signatures, dont 172 pour Bonneville, 114 pour La Côte-d'Hyot,. Le duché est réuni à la suite d'un plébiscite organisé les 22 et 23 avril 1860 où 99,8 % des Savoyards répondent « oui » à la question « La Savoie veut-elle être réunie à la France ? ».
Le 6 août 1961, la commune de Pontchy est rattachée, puis la commune de La Côte-d'Hyot fusionne avec Bonneville le 16 décembre 1964.
Sur le territoire de la commune, on trouvait également la maison forte des Tours ; son mobilier nous est connu par l'inventaire qui est dressé en 1439 au décès du noble Robert de Montvuagnard.

## Politique et administration

### Tendances politiques et résultats
Le maire de Bonneville, Stéphane Valli, succède à Martial Saddier depuis le 22 décembre 2015, celui-ci ayant remis sa démission, qui fut acceptée le mardi 15 décembre par le préfet du département.

### Liste des syndics et maires
Durant la période du duché de Savoie, entre le XVe siècle et 1792, la ville est dirigée par le syndic, élu pour un an par ses pairs. La charge disparaît en octobre 1792, après l'occupation puis l'annexion du duché par les troupes révolutionnaires françaises. La nouvelle organisation mise en place prévoit la création d’une assemblée générale de la municipalité avec un maire nommé.
En 1815, le duché de Savoie retourne au royaume de Sardaigne. Les syndics sont de nouveaux mis en place dans les communes. Ils sont nommés par le roi pour une durée de trois ans.
En juin 1860, le duché de Savoie est réuni à la France. Les maires sont nommés par l’Empereur, pour une durée de quatre ans. Après la chute du Second Empire, les maires sont, comme dans le reste du pays, élus par le conseil municipal, lui-même élu par les citoyens, sauf pendant la période du Régime de Vichy, entre 1940 et 1944, où ils sont nommés.
| Période          | Période          | Identité        | Étiquette       | Qualité |
| ---------------- | ---------------- | --------------- | --------------- | --- |
| mars 1977        | mars 1983        | Robert Servoz   | PS              | Instituteur puis Directeur d'un établissement de formation |
| mars 1983        | mars 2001        | Michel Meylan   | UDF puis DLC    | Agent d'assurances Député de la 3e circonscription de la Haute-Savoie (1988 → 2002) Conseiller général du canton de Bonneville (1982 → 1994) Vice-président du conseil général de la Haute-Savoie (1988 → 1994) |
| mars 2001        | 22 décembre 2015 | Martial Saddier | UDF puis UMP-LR | Technicien agricole Député de la 3e circonscription de la Haute-Savoie (2002 → ) Président de la CC Faucigny-Glières (2006 → 2014)                                                                              |
| 22 décembre 2015 | En cours         | Stéphane Valli  | LR              | Enseignant Conseiller régional de Rhône-Alpes (2013 → 2015) Président de la CC Faucigny-Glières (2014 → ) |

### Instances judiciaires et administratives
- Tribunal judiciaire. Le tribunal s'est temporairement délocalisé à l'Agora, salle des fêtes, pour juger l'affaire du tragique accident du tunnel du Mont-Blanc de mars 1999.
- Maison d'arrêt,
- Sous-préfecture,
- Conseil de Prud'hommes,
- École supérieure du professorat et de l'éducation (ESPE),
- Point d'accès au droit.

### Politique environnementale
La ville possède un centre de valorisation des déchets (CCFG) situé rue du Busard-des-Roseaux.
De nombreuses actions sont menées chaque année dans le cadre de la semaine nationale du développement durable.
Installation de plusieurs hôtels à insectes sur le territoire de la commune.
La régie municipale gaz-électricité roule avec des véhicules au gaz naturel.
La ville s'est engagée avec de nombreux partenaires dans l'action Arve pure 2012 pour réduire l'impact des pollutions industrielles sur le milieu naturel.

### Jumelage et coopération
La ville de Bonneville est jumelée avec :
- Staufen im Breisgau (Allemagne) depuis le 28 juillet 1963 ;
- Racconigi (Italie) depuis le 17 septembre 1989.

Coopération décentralisée :
- Téra (Niger) depuis le 1er janvier 2001.

## Population et société

### Démographie

#### Évolution démographique
L'évolution du nombre d'habitants est connue à travers les recensements de la population effectués dans la commune depuis 1793. Pour les communes de plus de 10 000 habitants les recensements ont lieu chaque année à la suite d'une enquête par sondage auprès d'un échantillon d'adresses représentant 8 % de leurs logements, contrairement aux autres communes qui ont un recensement réel tous les cinq ans,.

En 2022, la commune comptait 13 320 habitants, en évolution de +4,59 % par rapport à 2016 (Haute-Savoie : +6,01 %, France hors Mayotte : +2,11 %).
| 1793 | 1800  | 1806  | 1822  | 1838  | 1848  | 1858  | 1861  | 1866  |
| ---- | ----- | ----- | ----- | ----- | ----- | ----- | ----- | ----- |
| 812  | 1 038 | 1 051 | 1 302 | 1 620 | 2 168 | 2 127 | 2 052 | 2 284 |

| 1872  | 1876  | 1881  | 1886  | 1891  | 1896  | 1901  | 1906  | 1911  |
| ----- | ----- | ----- | ----- | ----- | ----- | ----- | ----- | ----- |
| 2 185 | 2 247 | 2 271 | 2 358 | 2 213 | 2 173 | 2 114 | 2 160 | 2 155 |

| 1921  | 1926  | 1931  | 1936  | 1946  | 1954  | 1962  | 1968  | 1975  |
| ----- | ----- | ----- | ----- | ----- | ----- | ----- | ----- | ----- |
| 2 084 | 2 040 | 2 158 | 2 368 | 2 452 | 2 913 | 4 164 | 5 543 | 7 702 |

| 1982  | 1990  | 1999   | 2006   | 2011   | 2016   | 2021   | 2022   | - |
| ----- | ----- | ------ | ------ | ------ | ------ | ------ | ------ | - |
| 8 814 | 9 998 | 10 463 | 10 691 | 12 201 | 12 735 | 12 895 | 13 320 | - |

Bonneville et sa banlieue continue la plus immédiate (Ayze, Vougy et Saint-Pierre) totalisent 23 653 habitants en 2020.

#### Pyramide des âges
En 2018, le taux de personnes d'un âge inférieur à 30 ans s'élève à 40,4 %, soit au-dessus de la moyenne départementale (35,9 %). À l'inverse, le taux de personnes d'âge supérieur à 60 ans est de 17,6 % la même année, alors qu'il est de 22,1 % au niveau départemental.
En 2018, la commune comptait 6 461 hommes pour 6 096 femmes, soit un taux de 51,45 % d'hommes, largement supérieur au taux départemental (49,20 %).
Les pyramides des âges de la commune et du département s'établissent comme suit.
| Hommes | Classe d’âge | Femmes |
| ------ | ------------ | ------ |
| 0,5    | 90 ou +      | 0,8    |
| 3,6    | 75-89 ans    | 6,8    |
| 11,3   | 60-74 ans    | 12,4   |
| 19,3   | 45-59 ans    | 20,0   |
| 23,6   | 30-44 ans    | 20,9   |
| 21,1   | 15-29 ans    | 19,6   |
| 20,6   | 0-14 ans     | 19,6   |

| Hommes | Classe d’âge | Femmes |
| ------ | ------------ | ------ |
| 0,6    | 90 ou +      | 1,4    |
| 5,9    | 75-89 ans    | 7,9    |
| 14,2   | 60-74 ans    | 15,3   |
| 20,7   | 45-59 ans    | 20,3   |
| 21,8   | 30-44 ans    | 21,4   |
| 17,4   | 15-29 ans    | 15,6   |
| 19,5   | 0-14 ans     | 18     |

#### Ménages
Le nombre total de ménages à Bonneville est de 3 751. Ces ménages ne sont pas tous égaux en nombre d'individus. Certains de ces ménages comportent une personne, d'autres deux, trois, quatre, cinq voire plus de six personnes. Voici ci-dessous, les données en pourcentage de la répartition de ces ménages par rapport au nombre total de ménages.
| Ménages de :                | 1 personne | 2 pers. | 3 pers. | 4 pers. | 5 pers. | 6 pers. ou + |
| --------------------------- | ---------- | ------- | ------- | ------- | ------- | ------------ |
| Bonneville                  | 25,6 %     | 27,8 %  | 18,3 %  | 15,8 %  | 7,3 %   | 5,2 %        |
| Moyenne Nationale           | 31 %       | 31,1 %  | 16,2 %  | 13,8 %  | 5,5 %   | 2,4 %        |
| Sources des données : INSEE |            |         |         |         |         |              |

### Enseignement
Petite enfance :
- Maison de l'Enfant,
- Crèche,
- Halte-garderie,
- Micro-crèche

Maternelles :
- Le Bouchet, Bois-Jolivet, Angèle et Jules Nicollet, Thuet, les Îles, Pontchy et Dessy

Primaire :
- Écoles élémentaires : Dessy, Pontchy, Angèle et Jules Nicollet, le Bois-Jolivet et du Bouchet.
- Écoles primaires : Thuet, Les Îles.

Collège :
- Collège Samivel

Lycée :
- Lycée Guillaume-Fichet
- Lycée hôtelier François Bise

Enseignement supérieur :
- Écoles supérieures du professorat et de l'enseignement, antenne de Bonneville.

### Manifestations culturelles et festivités
- Le Pleins feux festival a lieu chaque année au début de l'été.
- La foire de Bonneville se déroule le 11 novembre lors de la Saint-Martin.
- Deux brocantes-braderies se déroulent tous les troisièmes samedis de chaque mois de mars et de septembre dans le centre-ville.
- Les saltimbanques prennent possession du centre-ville tous les ans en juin.
- Winterock Fest : manifestation de 2 jours avec une soirée reggea et une soirée métal,
- Fête du commerce en fin d'année avec des soirées repas sur la place de l'Hôtel-de-Ville.
- Une saison estivale au château des Sires du Faucigny est en place depuis 2019

### Santé
Bonneville comptait un centre hospitalier. Aujourd'hui transféré à l'ouest de Contamine-sur-Arve, le Centre hospitalier Alpes Léman (CHAL) regroupe les hôpitaux de Bonneville et d'Ambilly.
Sur le territoire de Bonneville, on trouve également un centre de soins de suite, un établissement d'hébergement pour personnes âgées dépendantes (Ehpad), une maison médicale et plusieurs laboratoires d'analyses médicales, kinésithérapeutes…

### Sports
(mai 2015).
La ville compte plusieurs clubs et associations sportives, comme le RC Le Môle, club de rugby où ont été formés des joueurs comme l'international à sept Daniel Ikpefan ou le joueur du Stade toulousain Romain Riguet,.
Plusieurs infrastructures sont ainsi présentes dans la commune :
- Centre sportif Pierre-Fallion.
- Piste d'athlétisme,
- Dojo,
- Stade de football,
- Terrain de rugby,
- Terrains de tennis couverts,
- Centre sportif Briffod,
- Boulodrome,
- Ecostades,
- Falaise d'escalade,
- Stand de tir,
- Skate-Parc,
- Base nautique sur le lac de Motte-Longue

- Stand de tir à l'arc,
- Carrière d'équitation,
- Pump-track,
- Piste de modélisme.

### Médias

#### Radios et télévisions
La commune est couverte par des antennes locales de radios dont France Bleu Pays de Savoie, ODS Radio… Enfin, la chaîne de télévision locale TV8 Mont-Blanc diffuse des émissions sur les pays de Savoie. Régulièrement, l'émission La Place du village expose la vie locale. France 3 et sa station régionale France 3 Rhône-Alpes peuvent parfois relater les faits de vie de la commune. La commune est également couverte par les radios locales : Radio Mont-Blanc, ODS Radio, Perrine FM...

#### Presse et magazines
La presse écrite locale est représentée par des titres comme Le Dauphiné libéré, L'Essor savoyard, Le Messager - édition Faucigny, le Courrier savoyard, Le Faucigny.

#### Internet
Bonneville a été plusieurs fois récompensée pour sa politique Internet par le label « Ville Internet » et a obtenu de 2010 à 2016 @@@.

## Économie

### Revenus de la population et fiscalité
En 2011, le revenu fiscal médian par ménage était de 31 980 €, ce qui plaçait Bonneville au 12 425e rang parmi les 31 886 communes de plus de 49 ménages en métropole.

### Emploi
En 2009, la population âgée de 15 à 64 ans s'élevait à 7 833 personnes, parmi lesquelles on comptait 75,4 % d'actifs dont 65,8 % ayant un emploi et 9,5 % de chômeurs.
On comptait 6 500 emplois dans la zone d'emploi, contre 5 879 en 1999. Le nombre d'actifs ayant un emploi résidant dans la zone d'emploi étant de 5 195, l'indicateur de concentration d'emploi est de 125,1 %, ce qui signifie que la zone d'emploi offre plus d'un emploi par habitant actif.

### Entreprises et commerces
Au 31 décembre 2010, Bonneville comptait 885 établissements : 28 dans l’agriculture-sylviculture-pêche, 60 dans l'industrie, 65 dans la construction, 567 dans le commerce-transports-services divers et 165 étaient relatifs au secteur administratif.
Parmi les 885 établissements, on peut citer EMT 74 (découpage, emboutissage), SOMFY (entrepôts de distribution), BOSCH (hydraulique et pneumatique) et la SA Perrotton (décolletage).
En 2011, 79 entreprises ont été créées à Bonneville, dont 47 par des autoentrepreneurs.

### Tourisme
En 2014, la capacité d'accueil de la commune, estimée par l'organisme Savoie Mont Blanc, est de 1 173 lits touristiques répartis dans 176 structures. Les hébergements marchands se répartissent comme suit : 24 meublés ; 3 hôtels ; une structure d'hôtellerie de plein air et un refuge ou gîte d'étape.
En 2017, la commune est labellisée « Station verte ».

## Culture locale et patrimoine

### Lieux et monuments

#### Période médiévale

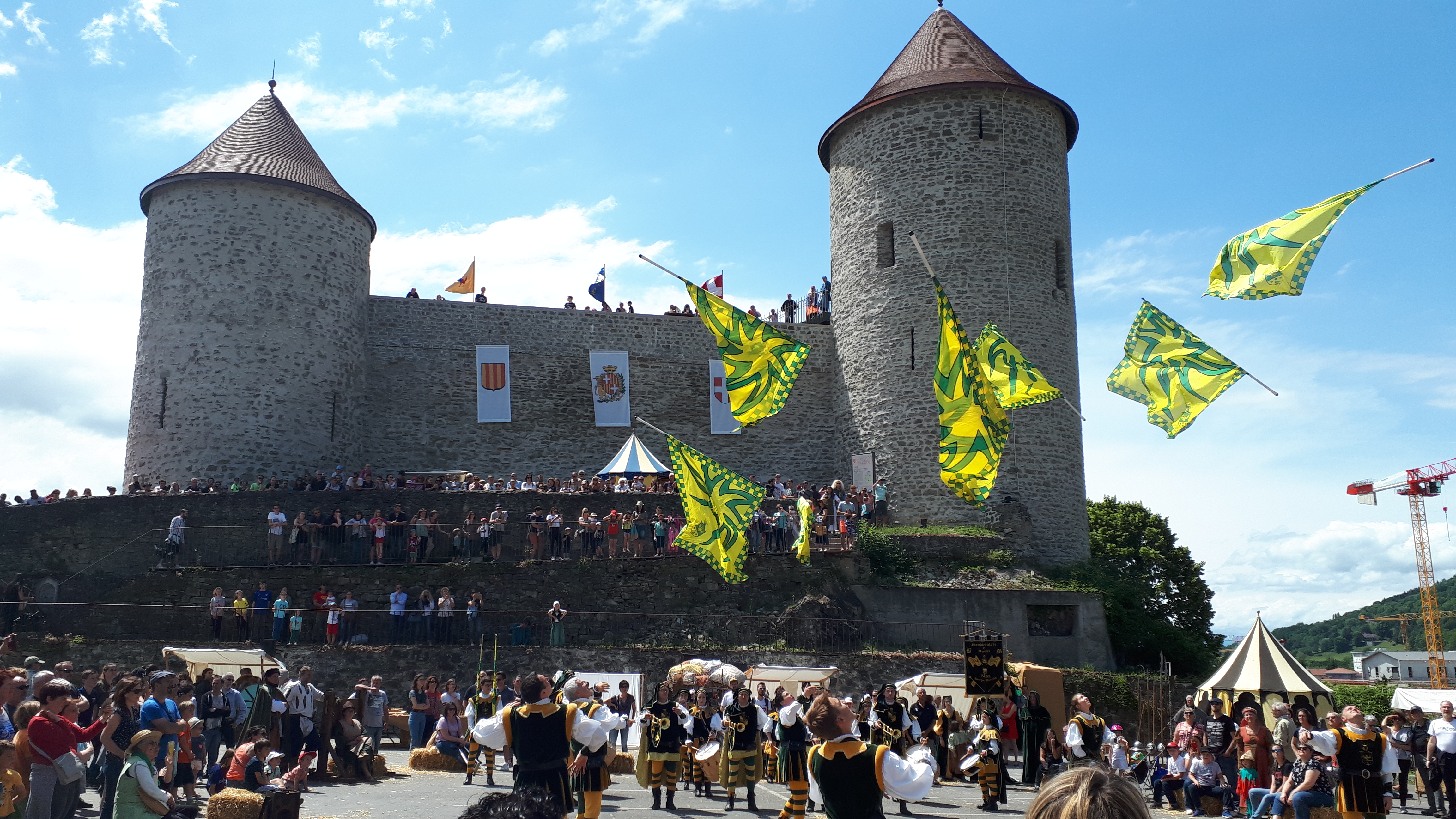
Le château des Sires de Faucigny, accueille à nouveau le public.

- Le château des Sires de Faucigny, accueille à nouveau le public.Château de Bonneville ou de Toisinge(s)/Tucinge(s) du XIIIe siècle ; aménagé en prison jusqu'en 1934, il est en partie restauré et ouvert au public depuis juin 2019 pour des visites guidées avec Faucigny Glières tourisme, des jeux de piste pour les enfants ou encore des concerts organisés par l'Office de la culture et de l'animation.
- Château de Pressy (attesté)
- Château des Roches (attesté)
- Le Château (indice)
- Château de Cormand (maison forte)[44],[45] du XVIe siècle : il est implanté à la Côte d'Hyot.
- Château des Tours, dominant la ville depuis Ayze[46],[47].

#### Période contemporaine
- Le pont de l'Arve devenu pont de l'Europe.

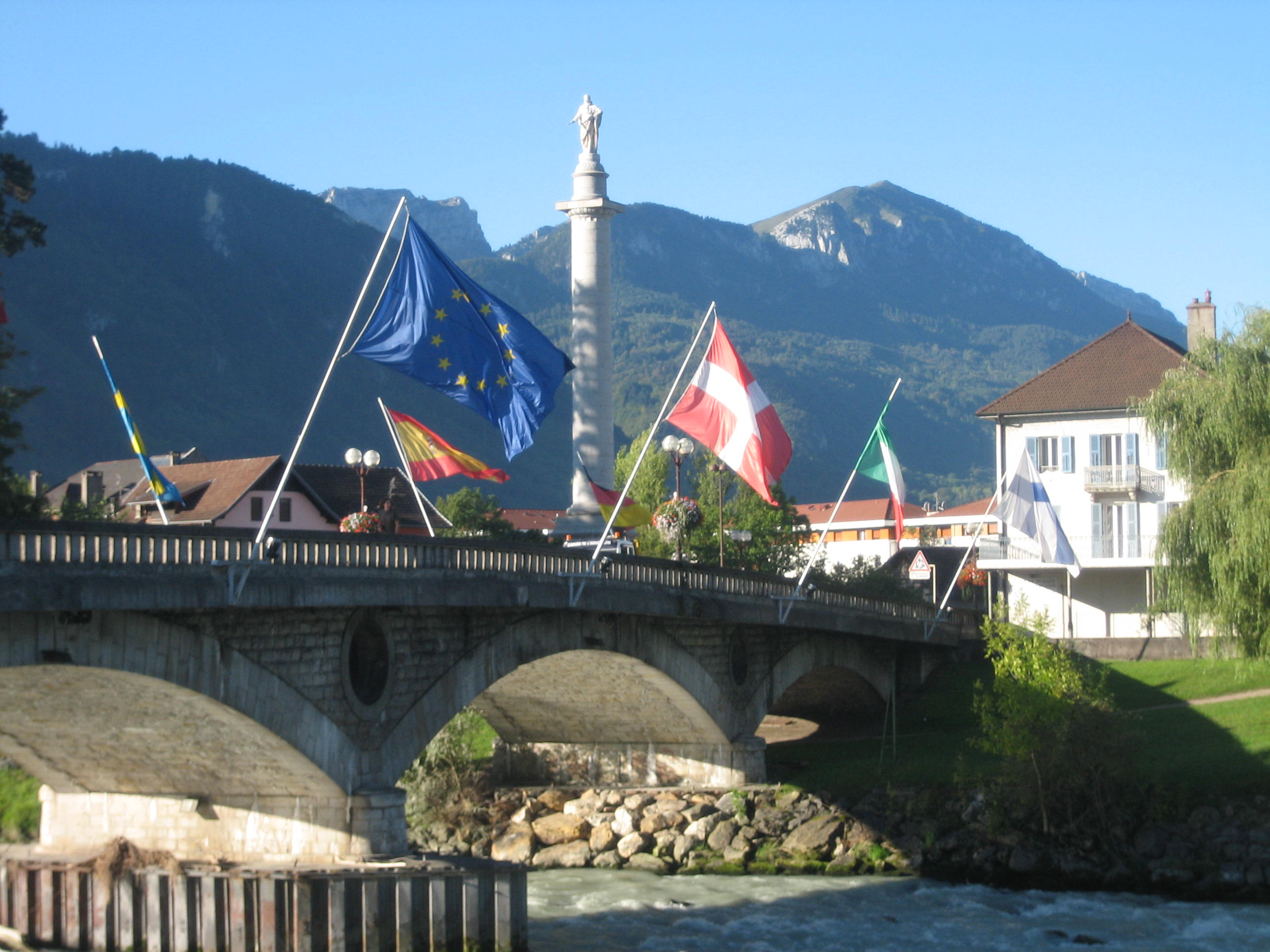
Colonne Charles-Félix de Savoie et pont de l'Europe.

- La « colonne de Charles-Félix » sur le pont de l'Europe (44 m), en hommage au duc  Charles-Félix de Savoie qui fit endiguer la vallée de l'Arve, classée au registre des monuments historiques.
- Fontaine baroque de Bonneville, sur la place de l'Hôtel-de-Ville, classée au registre des monuments historiques.
- La Maison des têtes, de style baroque fut construite en 1738 par Chauplannaz, un maçon sculpteur.
- La tour de la poudrière, située rue de Pressy, fut construite en 1838 pour servir de réserve de poudre.

#### Monuments religieux
- L'église Saint-Martin de Pontchy, construite au XIVe siècle dans un style néogothique et remaniée au XIXe siècle[48],[49].
- L'église Sainte-Catherine est construite dans un style Renaissance italienne entre 1838 et 1842[50].
- L'ancienne église Saint-Étienne de Bonneville construite dans un style néogothique est aujourd'hui une propriété privée[49].
- Les chapelles de Thuet et de la Côte-d'Hyot.

### Espaces verts et fleurissement
En 2014, la commune obtient le niveau « deux fleurs » au concours des villes et villages fleuris.

### Bonneville et la peinture

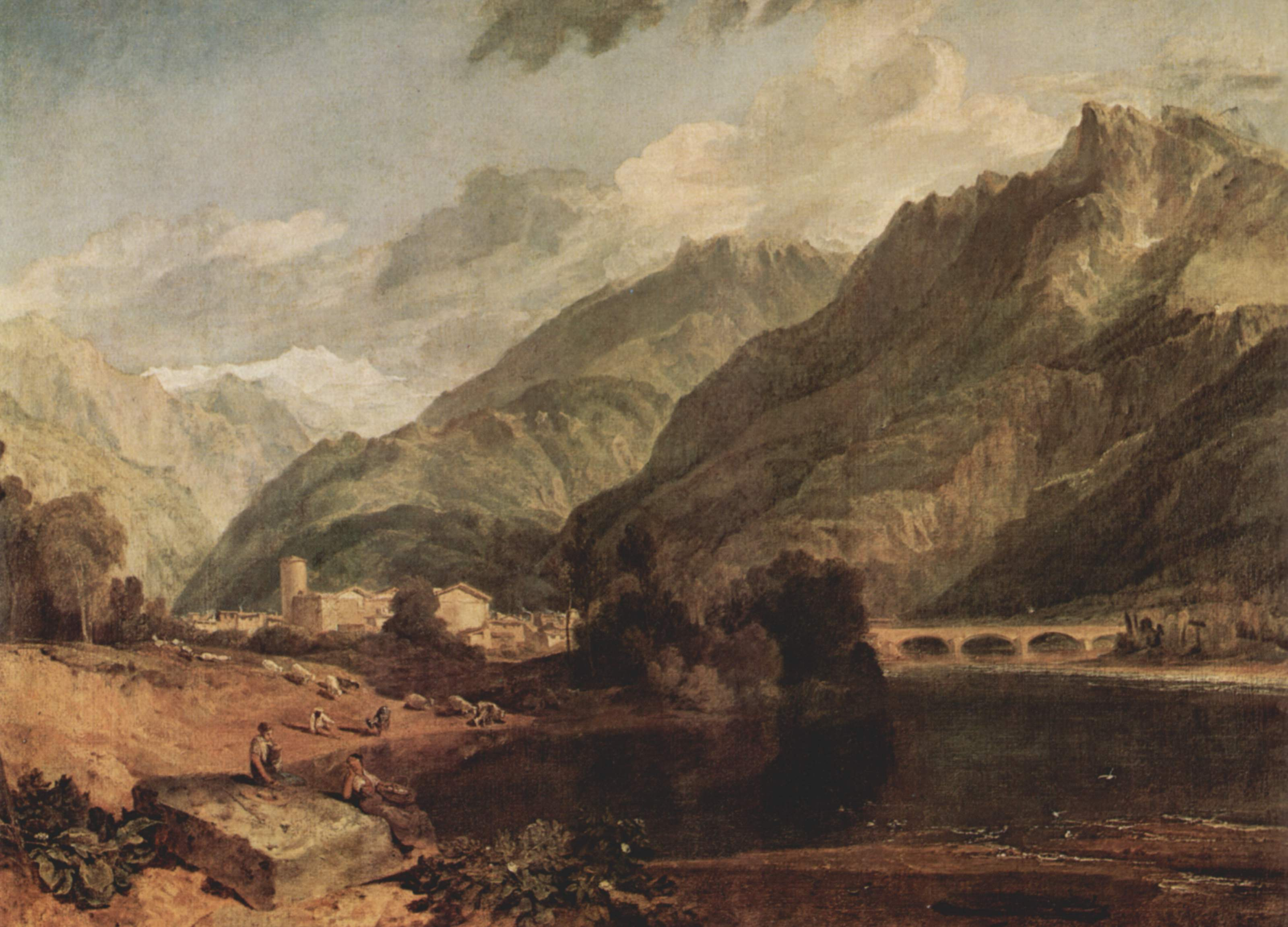
Vue générale de Bonneville
Turner, 1803
Musée d'Art de Dallas

Le peintre Turner (1775-1851) a réalisé en 1803 un tableau représentant une vue générale du village.

### Personnalités liées à la commune
- René de Lucinge (v.1553-v. 1610), seigneur et un homme de lettres, né à Bonneville.
- Pierre Monod (1586-1644), jésuite savoyard, né à Bonneville.
- André de Passier (1702-1784), jésuite, enseignant, écrivain et intendant du duc de Savoie, né à Bonneville.
- Famille Bastian, notables (syndics, maires)
- Joseph Jacquier-Châtrier (1811-1876), avocat et homme politique savoyard, né à Bonneville.
- Nancy Martel (1858-1928), actrice française morte à Bonneville.
- Émile Favre (1869-1918), homme politique. Né à Bonneville, il en fut élu maire en 1908.
- Amédée Guy (1882-1957), médecin, un homme politique et un résistant français, né à Bonneville.
- Émile Delavenay (1905-2003), angliciste et un haut fonctionnaire international ; il fit ses études secondaires à Bonneville.
- Mikhaïl Mikhaïlovitch Strange dit Strangue, éminent historien soviétique, a accompli ses études secondaires à Bonneville (vivait avec ses parents au château d'Arcine), puis à la Sorbonne ; résistant : reparti en U.R.S.S. en 1947 ; spécialiste de l'histoire française et de l'histoire russe.
- Paul Guichonnet (1920-2018), géographe et historien, conseiller municipal de Bonneville.
- Gabriel Cattand (1923-1997), acteur, natif de Bonneville.
- Annie Ernaux (1940), écrivaine, professeur de lettres ; a enseigné au lycée de Bonneville en 1967.
- Guy Parayre (1947), général, a commandé la compagnie de gendarmerie de Bonneville (1978-1982).
- Florent Pagny (1961), chanteur et acteur. A vécu à Bonneville (de 11 à 15 ans). Citoyen d'honneur de la commune le 27 octobre 2017[52].
- Florence Autret (1970), journaliste, née à Bonneville.
- Michaël Blanc (1973), emprisonné de 1999 à 2014 en Indonésie pour trafic de drogues, né à Bonneville.
- Vincent Lecœur (1974), acteur, né à Bonneville.
- Antoine Dénériaz (1976), skieur alpin, né à Bonneville.
- Cyril Chauquet (1976), animateur de télévision et pêcheur, né à Bonneville.
- Karine Ruby (1978-2009), championne olympique et championne du monde de snowboard, née à Bonneville.
- Thomas Clarion (1982), multi-médaillé international et paralympique en biathlon et en ski de fond, catégorie non-voyant, travaille à Bonneville au centre de soins de suite Martel de Janville.

### Héraldique, logotype et devise
| Armes de Bonneville | Les armes de Bonneville se blasonnent ainsi : Écartelé au premier et au quatrième de gueules à une croix d'argent ; au deuxième et au troisième palé d'or et de gueules de six pièces. |

## Pour approfondir